# Герцог Единбурзький

Герб Філіпа, герцога Единбурзького

Герцог Единбурзький (англ. Duke of Edinburgh) — британський герцогський титул, за столицею Шотландії містом Единбург. Один з наймолодших герцогських титулів британського королівського сімейства: присвоюється лише з XVIII століття, після юридичного об'єднання Великої Британії. У 1764—1834 роках титул був об'єднаний з титулом герцог Глостерський.

## Носії титулу
- Фредерік (1707—1751), з 26 липня 1726. Онук Георга I; з 1728 принц Уельський. Помер за життя батька, Георга II, і не царював.
- Георг (1738—1820), 1751—1760. Син попереднього. Після смерті батька успадкував титул герцога Единбурзького, потім йому дідом був привласнений також титул принца Вельського. У 1760, після смерті діда, вступив на престол як Георг III, і титул з'єднався з короною.
- Вільгельм Генрі (1743—1805), 1764—1805. Молодший брат попереднього. Титул йому присвоєно разом з титулом «герцог Глостерський», що вважався вище («герцог Глостерський і Единбурзький»)
- Вільгельм Фредерік (1776—1834), 1805—1834. Син попереднього. Як і батько, носив титул «Глостерський та Единбурзький». Помер бездітним, титул повернувся до корони.
- Альфред, герцог Единбурзький, граф Кентський і Ольстерський (1844—1900), 1866—1900. Син королеви Вікторії, з 1893 правлячий герцог Саксен-Кобург-Гота. Так як його єдиний син покінчив із собою при його житті, після Альфреда титул також повернувся до корони.
- Філіп, герцог Единбурзький, граф Меріонет и барон Грінвич (1921—2021), 1947—2021. Чоловік королеви Єлизавети II, уроджений принц Грецький і Данський. Титул наданий йому майбутнім тестем Георгом VI напередодні весілля.
- Чарльз, принц Уельський (1948–), 2021—2023. Старший син королеви Єлизавети II та герцога Філіпа. Успадкував титул герцога Единбурзького після смерті батька.
- Едвард, герцог Единбурзький (1964–), з 2023. Третій син королеви Єлизавети II та герцога Філіпа. Титул наданий йому старшим братом король Чарльз III з нагоди 59-го дня народження.